# Osun
Osun är en delstat i sydvästra Nigeria. Den bildades 1991 från att tidigare varit en del av Oyo. De flesta av delstatens drygt 3,4 miljoner invånare tillhör yorubafolket.
Landskapet är som högst i norr, där Yorubabergen löper igenom delstaten, och blir sedan gradvis lägre mot söder. Floden Osun, efter vilken delstaten fått sitt namn, rinner från norr till söder. Delstaten består till stor del av tropisk regnskog.
Jordbruk är den viktigaste näringsgrenen, och de viktigaste produkterna är jams, kassava, majs, bönor, hirs, kakao, palmolja, palmkärnor och frukt. Viss industri, särskilt textil-, livsmedels- och stålindustri, som i hög grad är koncentrerad till huvudstaden Osogbo. Här idkas också en del hantverksindustri, bland annat produktion av mässings- och träarbeten samt textilier.